# Hans Crombag
Henricus Florentine Maria Crombag (11 juni 1935) is emeritus hoogleraar rechtspsychologie van de universiteiten van Maastricht, Leiden en Antwerpen.
Van 1957 tot 1963 studeerde hij psychologie aan de Universiteit Nijmegen. Van 1963 tot aan zijn promotie in 1968 aan de Universiteit van Amsterdam was hij als wetenschappelijk medewerker verbonden aan de Technische Hogeschool Eindhoven. Van 1980 tot 1987 bekleedde hij de functie van bijzonder hoogleraar in de rechtspsychologie aan de juridische faculteit van de Leidse universiteit. Hij is sinds zijn emeritaat in juni 2000, als honorair hoogleraar in de gedrags- en maatschappijwetenschappelijke bestudering van het recht verbonden aan de Faculteit der Rechtsgeleerdheid van de Universiteit Maastricht en de Interfacultaire Werkgroep Psychologie en Recht van die universiteit. Zijn expertise is het geheugen en bewijs in strafzaken.